# Mahdalynivka (huyện)
Huyện Mahdalynivka (tiếng Ukraina: Магдалинівський район, chuyển tự: Mahdalynivkas’kyi raion) là một huyện của tỉnh Dnipropetrovsk thuộc Ukraina. Huyện Mahdalynivka có diện tích 1599 km², dân số theo điều tra dân số ngày 5 tháng 12 năm 2001 là 38050 người với mật độ 24 người/km2. Trung tâm huyện nằm ở Mahdalynivka.